# Nisia australiensis
Nisia australiensis är en insektsart som beskrevs av Woodward 1957. Nisia australiensis ingår i släktet Nisia och familjen Meenoplidae. Inga underarter finns listade i Catalogue of Life.